# Anoplotrupes balyi
Anoplotrupes balyi är en skalbaggsart som beskrevs av Henri Jekel 1865. Anoplotrupes balyi ingår i släktet Anoplotrupes och familjen tordyvlar. Inga underarter finns listade i Catalogue of Life.

## Bildgalleri

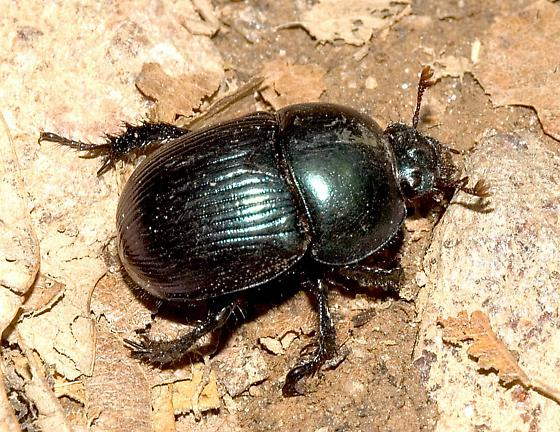